# Cleòmenes I
Cleòmenes I (grec antic: Κλεομένης, llatí: Cleomenes) fou el setzè rei de la línia àgida d'Esparta. Era fill d'Anaxàndrides II i la seva segona dona, Gorgo, abans del naixement de cap fill amb la primera dona (suposadament estèril) amb qui després va tenir Doreu, Leònides i Cleòmbrot. Leònides, el futur heroi de les Termòpiles, es va casar amb la sola filla de Cleòmenes, Gorgo. Va succeir el seu pare Anaxàndrides II a la seva mort el 519 aC i va regnar 29 anys.
El 519 aC Platea va demanar ajut al rei quan Esparta no li va donar assistència contra Atenes, segons Heròdot. Després va rebre a Meandri, que va ser tirà de Samos per la mort de Polícrates i havia estat expulsat per Silosó, amb mandat dels perses. Li va oferir regals esplèndids al rei que aquest va refusar i el va enviar als èfors que en van ordenar la sortida del país.
El 510 aC Cleòmenes I va ajudar els atenencs a expulsar a Hípies, el tirà fill de Pisístrat. Va prendre part en la lluita entre Clístenes i el partit oligàrquic dirigit per Isàgores, al que havia establert al poder i havia ordenar l'expulsió del país de Clístenes i de 700 famílies, establint un consell de 300 addictes, però la revolta popular a Atenes el va obligar a sortir cap Esparta el 507 aC.
Cleòmenes va planejar la venjança i va reunir aliats del Peloponès però quan les forces peloponèsies eren a la vora d'Eleusis els aliats corintis es van fer enrere i els va seguir el co-rei espartà Demarat i després altres aliats, i l'expedició es va frustrar.
El 500 aC va anar a Esparta Aristàgores de Milet, per demanar ajut per la Revolta Jònica, que inicialment va rebutjar però després va acceptar per 50 talents.
El 491 aC els ambaixadors de Darios I el Gran van demanar aliments i aigua. Atenes va denunciar a Esparta la submissió dels eginetes i Cleòmenes va anar a Egina per agafar ostatges. Mentre Demarat, amb el que segurament Cleòmenes no es portava bé, encoratjava als eginetes a resistir. Cleòmenes es va aliar a Leotíquides i junts van deposar Demarat al·legant una decisió de l'oracle de Delfos, la pítia Periala. Llavors Leotíquides i Cleòmenes van anar a Egina, van agafar ostatges i els van entregar als atenencs. Però en tornar a Esparta es va descobrir que l'oracle pel qual Demarat havia estat deposat estava manipulat, i va marxar a Tessàlia per evitar les conseqüències; després va passar a Arcàdia per excitar als arcadis contra Esparta, fins que aquest país li va permetre el retorn amb immunitat.
No va sobreviure molt de temps. Acusat de bogeria va ser reclòs a la seva residència, on va subornar a un hilota per obtenir un ganivet i es va tirar al damunt de l'objecte i va morir (490 aC). Heròdot diu que la seva bogeria li va venir de beure massa alcohol, i esmenta que altres pensaven que era un càstig per la seva falsificació de l'oracle, i uns altres per la guerra que havia fet contra Argos, on va matar sis mil ciutadans argius i va donar lloc a la revolta dels gimnets. La data d'aquesta guerra no està establerta, però Pausànias diu que era al començament del seu regnat.

## Apotegmes
Plutarc, a Apophthegmata Laconica, un recull d'apotegmes protagonitzats per ciutadans espartans, refereix el següent episodi: L'ambaixador de l'illa de Samos va presentar-se davant del rei Cleòmenes, per tal de convèncer-lo d'iniciar una guerra contra el tirà Polícrates amb un discurs llarg i ensopit. Quan va acabar, Cleòmenes va rebutjar la proposta amb les següents paraules. «El vostre discurs ha estat tant llarg, que del començament no me'n recordo; tan complicat, que la part del mig no l'he entès, i tan soporífer, que el final no l'he escoltat perquè m'he adormit».